# Apremilast
Apremilast, venduto anche con il marchio Otezla, è un farmaco per il trattamento di alcuni tipi di psoriasi e artrite psoriasica. Può anche essere utile per altre malattie infiammatorie legate al sistema immunitario. Il farmaco agisce come un inibitore selettivo dell'enzima fosfodiesterasi 4 (PDE4) e inibisce la produzione spontanea di TNF-alfa da parte delle cellule sinoviali reumatoidi umane. Viene assunto per bocca.

## Usi medici
Apremilast è indicato negli Stati Uniti per il trattamento di adulti con artrite psoriasica attiva, il trattamento di persone con psoriasi a placche da moderata a grave (non responsivi a fototerapia o ad altre terapie sistemiche) e per il trattamento di adulti con ulcere orali associate alla malattia di Behçet.
Nell'Unione Europea, Apremilast da solo o in combinazione con farmaci antireumatici modificanti la malattia (DMARD), è indicato per il trattamento dell'artrite psoriasica attiva (AP) negli adulti che hanno avuto una risposta inadeguata o che sono stati intolleranti a una precedente terapia DMARD. È anche indicato per il trattamento della psoriasi cronica a placche da moderata a grave negli adulti che non hanno risposto o che hanno una controindicazione o sono intolleranti ad altre terapie sistemiche tra cui ciclosporina, metotrexato o psoralene e luce ultravioletta A (PUVA).

## Controindicazioni
Nell'Unione Europea, il farmaco è controindicato durante la gravidanza perché è stato osservato che topi e scimmie che ricevono dosi molto elevate di apremilast soffrono di aborti spontanei e altri problemi in gravidanza. Negli Stati Uniti, può essere utilizzato per le donne in gravidanza "se il potenziale beneficio giustifica il potenziale rischio per il feto".

## Effetti collaterali

### Diarrea e vomito
La diarrea si verifica in circa il 25% delle persone che assumono apremilast. I sintomi gastrointestinali gravi, quando si verificano, iniziano in genere entro le prime settimane di trattamento.

### Psicologici
Con apremilast può verificarsi un peggioramento della depressione e di altri disturbi timici.

### Perdita di peso
Gli studi clinici hanno indicato una diminuzione dal 5 al 10% del peso corporeo nel 10% dei pazienti che assumevano apremilast (rispetto al 3,3% dei pazienti che assumevano placebo).

### Altro
Gli effetti avversi comuni, generalmente da lievi a moderati associati ad apremilast includono mal di testa, mal di schiena, nausea, diarrea, affaticamento, rinofaringite e infezioni del tratto respiratorio superiore.

## Interazioni
È stato dimostrato che l'uso concomitante di potenti induttori enzimatici del citocromo P450 riduce l'azione di apremilast e può provocare una riduzione o una perdita di efficacia di apremilast. Si sconsiglia l'uso simultaneo di potenti induttori dell'enzima P450, inclusi rifampicina, fenobarbital, carbamazepina, fenitoina e erba di San Giovanni (iperico).

## Farmacologia

### Meccanismo di azione
Apremilast è una piccola molecola (quindi non un anticorpo monoclonale) inibitrice della PDE4, un enzima che scompone l'adenosina monofosfato ciclico (cAMP). Nelle cellule infiammatorie, la PDE4 è l'enzima dominante responsabile di questa reazione. L'aumento risultante dei livelli di cAMP riduce l'espressione di una serie di fattori pro-infiammatori come il fattore di necrosi tumorale alfa (TNFα), l'interleuchina 17, l'interleuchina 23 mentre aumenta l'interleuchina 10 antinfiammatoria. In modelli ex vivo di artrite, IL-12 / IL-23p40 è stato specificamente identificato come bersaglio a valle di apremilast. L'importanza di questi fattori individuali per l'effetto clinico di apremilast non è chiara.

### Farmacocinetica
L'apremilast viene assorbito dall'intestino (73%) e indipendentemente dall'assunzione di cibo raggiunge le concentrazioni plasmatiche di picco dopo 2,5 ore. Il legame alle proteine plasmatiche è del 68%. Viene metabolizzato nel fegato, principalmente tramite l'enzima CYP3A4, ma in misura minore tramite CYP1A2 e CYP2A6. Il metabolita principale è O- desmetilapremilast glucuronide.
L'emivita è di 6-9 ore. La sostanza viene eliminata attraverso i reni (58%) e le feci (39%), principalmente sotto forma di metaboliti. Solo il 3% della sostanza originale si trova nelle urine e il 7% nelle feci.

## Chimica
Apremilast è un derivato della ftalimmide. È una polvere non igroscopica di colore giallo pallido che è praticamente insolubile in acqua e in soluzioni tampone, ma è solubile in solventi lipofili come acetone, acetonitrile, butanone, diclorometano e tetraidrofurano.
In vitro, apremilast riduce l'attività della PDE4 portando ad un aumento delle concentrazioni di adenosina monofosfato ciclico (cAMP) nei tipi di cellule immunitarie e non immunitarie, inibendo parzialmente la produzione di molte citochine pro-infiammatorie come TNF-α, IFN-γ IL- 2, IL-12 e IL-23 e aumentando la produzione della citochina antinfiammatoria IL-10. La potenza di inibizione di apremilast nella produzione di TNF-α è simile a lenalidomide.

## Accessibilità
Otezla è disponibile negli Stati Uniti, ma viene distribuito solo attraverso una rete di farmacie specializzate. Il prezzo all'ingrosso stimato è di $ 22.500 per un anno di trattamento. In Austria, il farmaco è disponibile in tutte le farmacie e un anno di cure costa alle assicurazioni sanitarie circa 11.000 euro.

## Storia
Apremilast è stato approvato dalla Food and Drug Administration (FDA) statunitense nel 2014, per il trattamento di adulti con artrite psoriasica attiva e psoriasi a placche da moderata a grave, e approvato nel 2019, per le ulcere orali associate alla malattia di Behçet. 
L'uso di Apremilast è stato approvato nell'Unione Europea nel gennaio 2015.
Nel 2019, Amgen ha acquisito Otezla da Celgene per 13,4 miliardi di dollari.